# Kaap

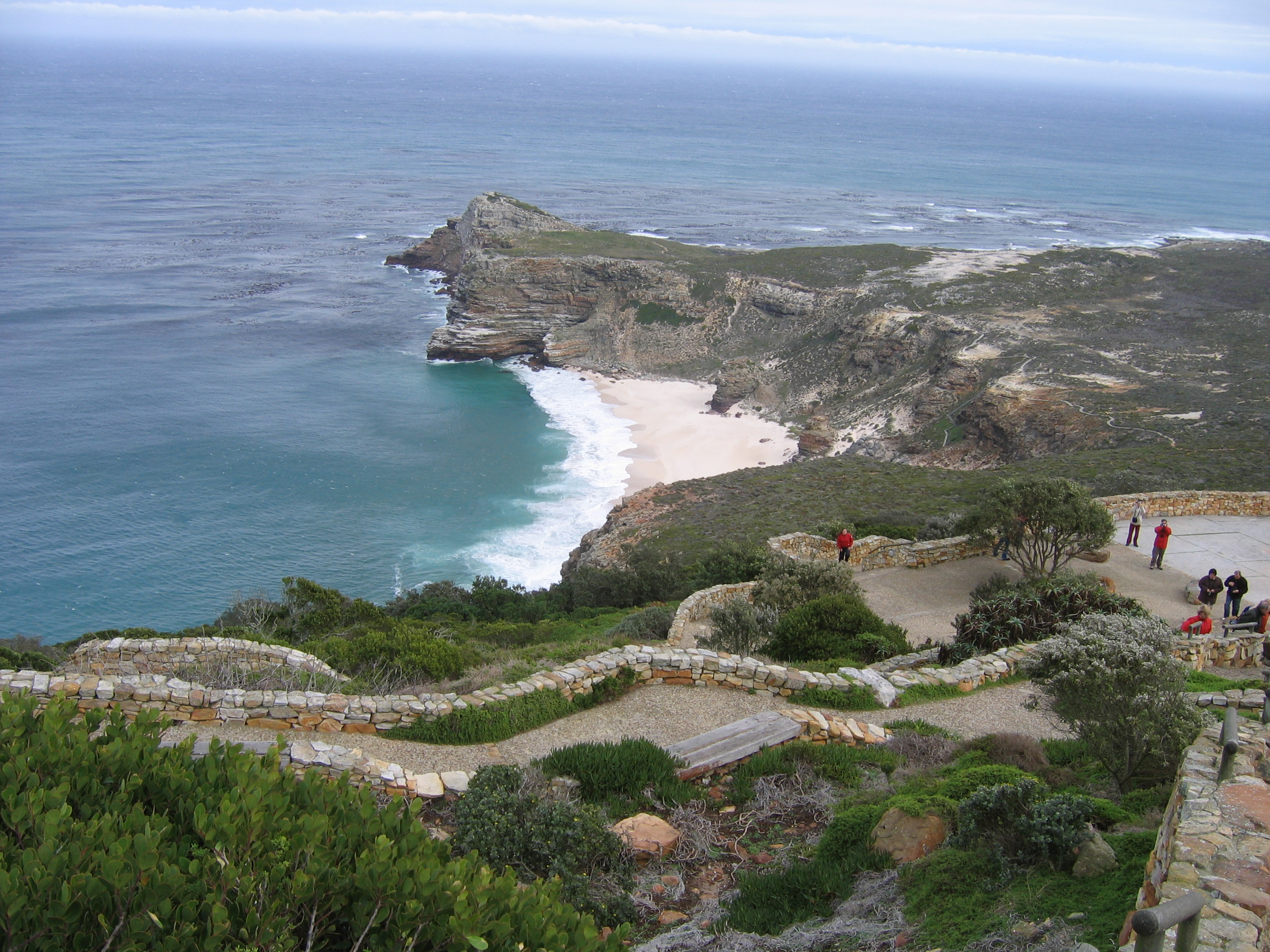
Kaap de Goede Hoop in Zuid-Afrika.

Een kaap is een in zee (of in een meer) uitstekend kustgedeelte, dat in veel gevallen de uiterste punt vormt van een gebergte. Kapen geven meestal ook een verandering van richting van de kustlijn aan, waardoor ze doorgaans invloed hebben op de stromingen in de omringende zee. De ronding van sommige kapen kan voor schepen dan ook een hachelijke onderneming zijn.
Een afgeleide betekenis is die van eenvoudig baken voor de zeevaart.

## Lijst van kapen
Afrika
- Kaap Agulhas, Zuid-Afrika
- Kaap Bon (Tunesië)
- Kaap de Goede Hoop (Zuid-Afrika)
- Kaap Verde (Senegal)

Amerika
- Cape Anguille (Newfoundland, Canada)
- Cape Canaveral (Florida, Verenigde Staten)
- Kaap Catoche (Quintana Roo, Mexico)
- Cape Chidley (Labrador, Canada)
- Kaap Gracias a Dios (Honduras en Nicaragua)
- Kaap Hoorn (Vuurland, Chili)
- Cape Norman (Newfoundland, Canada)
- Kaap Prince of Wales (Alaska, Verenigde Staten)
- Cape Spear (Newfoundland, Canada)

Australië
- Kaap Leeuwin (West-Australië, Australië)
- Kaap York (Australië)

Azië
- Kaap Baba (West-Anatolië, Turkije)
- Kaap Comorin (India)
- Kaap Dezjnjov (Tsjoekotka, Rusland)

Europa
- Kaap Arkona (Rügen, Duitsland)
- Cap Blanc-Nez (Kaap Blankenes; Frankrijk)
- Cape Cornwall (Cornwall, Groot-Brittannië)
- Cap de Creus (Catalonië, Spanje)
- Kaap Finisterre (Galicië, Spanje)
- Cap Fréhel (Frankrijk)
- Cap Gris-Nez (Kaap Zwartenes; Frankrijk)
- Land's End (Cornwall, Groot-Brittannië)
- Noordkaap (Noorwegen)
- Cape Wrath (Schotland)